# Varga Zsolt (képzőművész)
Varga Zsolt (Berettyóújfalu, 1986 –) magyar festőművész.

## Tanulmányok
2010-ben szerzett diplomát a Magyar Képzőművészeti Egyetemen festő szakon (mesterei: Radák Eszter, Udvardy Emese, Maurer Dóra, Chilf Mária)

## Díjak, ösztöndíjak
- 2014 K&H műtárgyvásárlási program
- 2011 Semmelweis Kiadó Tondó-pályázat
- 2010 Pannoncolor-díj
- 2009 Amadeus Kisalkotói Ösztöndíj
- 2008 E.ON pályázat különdíj
- 2007 Amadeus Kisalkotói Ösztöndíj

## Egyéni kiállítások
- 2017 Tájképzetek (Andreas Wernerrel) - Osztrák Kulturális Fórum, Budapest
- 2016 Közös nevező, Resident Art Budapest, Budapest
- 2015 Tértagolások, Menta Terasz Klub, Budapest
- 2014 Illusztrált terek, Kaptár közösségi iroda, Budapest
- 2013 Building snitt # geometrikus terek, 400 Bár, Budapest